# Винни-Пух и медовое дерево
Винни-Пух и медовое дерево (англ. Winnie the Pooh and the Honey Tree) — мультипликационный фильм, основанный на книгах о Винни-Пухе, написанных Аланом Александером Милном. Этот мультфильм, который стал первым коротким фильмом о Винни-Пухе, был выпущен компанией The Walt Disney Company.

## Сюжет
После знакомства зрителей с жителями Стоакрового Леса, Рассказчик представляет Винни-Пуха. Сидя перед своим домом, Пух вспоминает, что должен сделать что-то важное. Он думает и решает сделать зарядку. Но после зарядки Винни рвётся, а завязав себя вспоминает, что пора обедать. Но у него не осталось мёда. Зато Винни замечает пчелу и следует за ней. Он пытается залезть в улей, но падает в чертополох. Тогда Винни отправляется к Кристоферу Робину и просит у него шар для добычи мёда. Пух старается замаскироваться под тучку, и мальчик его запускает. Пуху всё удаётся, но из-за одной пчелы он застревает в дупле. Шар развязывается и сдувается, а Винни падает. Кристофер Робин ловит Винни, и друзья спасаются в луже от пчёл.
Но Пух всё ещё голоден. Тогда Рассказчик наводит его на мысль, и Винни идёт в гости к Кролику. Тот всячески увиливает, но, в конце концов, угощает Пуха. Когда Винни съедает всё, то оказывается, что он не может пролезть в дыру. Подошедший Кристофер Робин считает, что ему надо похудеть. Кролик старается украсить заднюю часть Пуха, но из-за выходок Винни ничего не выходит. Тем временем проблему Винни Замечает Филин и думает как помочь. Тут появляется Суслик (говорящий: «Меня нет в книге!») и предлагающий взорвать нору. Но Филин отказывается, и Суслик исчезает. Винни вынужден худеть. Однажды Кролик толкает его, и Пух двигается. Друзья тащат его, но выбивает его Кролик. Чуть не вылетев из книги, Пух снова застревает, но в медовом дереве. И он может заняться любимым делом.

## Роли озвучивали
| Актёр             | Роль            |
| ----------------- | --------------- |
| Стерлинг Холлоуэй | Винни-Пух       |
| Джуниус Мэтьюс    | Кролик          |
| Ральф Райт        | Иа-Иа           |
| Брюс Райтерман    | Кристофер Робин |
| Хэл Смит          | Филин           |
| Ховард Моррис     | Суслик          |
| Барбара Ладди     | Кенга           |
| Клинт Ховард      | Крошка Ру       |
| Себастьян Кэбот   | Рассказчик      |